# 深鰕虎鱼
深鰕虎鱼（学名：Bathygobius fuscus）为輻鰭魚綱鱸形目鰕虎鱼科深鰕虎鱼属的鱼类。

## 分布
本魚分布于印度太平洋區，包括紅海、東非、葛摩、模里西斯、留尼旺、塞席爾群島、馬爾地夫、印度、斯里蘭卡、臺灣、可可群島、菲律賓、印尼、澳洲、關島、薩摩亞群島、法屬波里尼西亞、斐濟、密克羅尼西亞、帛琉、日本、馬紹爾群島、新喀里多尼亞、泰國、新加坡、東加、萬那杜等海域。该物种的模式产地在红海。

## 特徵
本魚體延長略呈圓柱形，眼略突出，腹鰭癒合成吸盤。魚體呈灰棕色，具紅棕色不規則大斑，體側約有5道黑色短縱斑，尾鰭圓形，背鰭硬棘7枚；背鰭軟條9至11枚；臀鰭硬棘1枚；臀鰭軟條8枚，體長可達12公分。

## 生態
本魚棲息在熱帶海域，喜歡在潮池、沿海淺水區的礫石堆中，偶爾會進入河口半鹹水區域，屬底棲性魚類，屬雜食性，以底藻及小形底棲無脊椎動物為食。

## 經濟利用
可食用。

## 扩展阅读
維基物種上的相關：深鰕虎鱼